# Јеловац (Клина)
Јеловац (алб. Jelloc) је насеље у општини Клина, Косово и Метохија, Република Србија.

## Становништво
| Демографија | Демографија | Демографија |
| Година      | Становника  | Становника  |
| ----------- | ----------- | ----------- |
| 1948.       | 222         |             |
| 1953.       | 232         |             |
| 1961.       | 279         |             |
| 1971.       | 396         |             |
| 1981.       | 413         |             |
| 1991.       | 449         |             |